# Chief of the Astronaut Office
Lo Chief of the Astronaut Office (capo dell'ufficio astronauti) è un incarico a cui vengono nominati astronauti con notevole esperienza della National Aeronautics and Space Administration (NASA). Questo importante incarico funge da responsabile del corpo astronauti e sovraintende alle operazioni e all'addestramento.

## Storia
L'incarico è stato creato nel novembre 1963 quando Alan Shepard fu il primo nominato. L'ufficio si occupa di selezionare gli astronauti, decidere il programma di addestramento e sovraintendere alle assegnazioni degli equipaggi e ai relativi esperimenti scientifici per ogni volo.

## Lista degli Chief Astronauts
| #  | Ritratto | Nome                | Gruppo NASA                  | Inizio            | Fine             | Vice | Note |
| -- | -------- | ------------------- | ---------------------------- | ----------------- | ---------------- | --- | --- |
| 1  |          | Deke Slayton        | 1959 NASA Group 1            | 18 settembre 1962 | 8 luglio 1964    | | Non ufficiale |
| 2  |          | Alan Shepard        | 1959 NASA Group 1            | 8 luglio 1964     | 7 agosto 1969    | | |
| 3  |          | Thomas Stafford     | 1962 NASA Group 2            | 7 agosto 1969     | 25 giugno 1971   | | Stafford ricoprì il ruolo mentre Shepard si preparava e volava con l'Apollo 14. |
| 4  |          | Alan Shepard        | 1959 NASA Group 1            | 25 giugno 1971    | 14 gennaio 1974  | | |
| 5  |          | John Young          | 1962 NASA Group 2            | 14 gennaio 1974   | 15 aprile 1987   | Paul Weitz | Alan Bean fu il capo facente funzione durante l'addestramento di Young per l'STS-1. |
| 6  |          | Daniel Brandenstein | 1978 NASA Group 8            | 27 aprile 1987    | Ottobre 1992     | Steven Hawley                                                                                                  | Hawley fu il capo facente funzione mentre Brandenstein preparava e volava per la STS-49, il primo volo dello Space Shuttle Endeavour. |
| 7  |          | Robert Gibson       | 1978 NASA Group 8            | 8 dicembre 1992   | 6 settembre 1994 | Linda Godwin                                                                                                   | Gibson cedette il ruolo a Cabana per iniziare l'addestramento per la missione STS-71, il primo Shuttle ad attraccare alla Mir. |
| 8  |          | Robert Cabana       | 1985 NASA Group 11           | 6 settembre 1994  | Ottobre 1997     | Linda Godwin                                                                                                   | Cabana cedette il ruolo a Cockrell per iniziare l'addestramento per la missione STS-88, la prima missione di assemblaggio della Stazione spaziale internazionale.                                                                                     |
| 9  |          | Kenneth Cockrell    | 1990 NASA Group 13           | Ottobre 1997      | Ottobre 1998     | | Cockrell dopo aver completato l'incarico volò in ulteriori due missioni Shuttle. |
| 10 |          | Charles Precourt    | 1990 NASA Group 13           | Ottobre 1998      | Novembre 2002    | Kent Rominger e Steven Smith                                                                                   | |
| 11 |          | Kent Rominger       | 1992 NASA Group 14           | Novembre 2002     | Settembre 2006   | Andrew Thomas e Peggy Whitson                                                                                  | |
| 12 |          | Steven Lindsey      | 1994 NASA Group 15           | Settembre 2006    | Ottobre 2009     | Janet Kavandi e Sunita Williams (da febbraio 2008 a ottobre 2009).                                             | Lindsey si dimise quando fu assegnato al comando della missione STS-133, che all'epoca doveva essere l'ultima missione dello Space Shuttle. |
| 13 |          | Peggy Whitson       | 1996 NASA Group 16           | Ottobre 2009      | Luglio 2012      | Rick Sturckow (da ottobre 2009 a agosto 2011); Michael Barratt e poi successivamente Robert Behnken e Eric Boe | Whitson divenne la prima donna e la prima astronauta non-pilota a diventare capo astronauta. Si dimise per poter partecipare ad un'ultima missione.                                                                                                   |
| 14 |          | Robert Behnken      | 2000 NASA Group 18           | Luglio 2012       | Luglio 2015      | Eric Boe | Behnken e Boe si dimisero per lavorare al Commercial Crew Program. Nel 2020 Behnken volò per la missione di collaudo SpaceX Demo 2. |
| 15 |          | Christopher Cassidy | 2004 NASA Group 19           | Luglio 2015       | 2 giugno 2017    | Patrick Forrester                                                                                              | Cassidy si dimise per poter partecipare ad un'ultima missione, l'Expedition 62/63. |
| 16 |          | Patrick Forrester   | 1996 NASA Group 16           | 2 giugno 2017     | 20 dicembre 2020 | Reid Wiseman, Megan McArthur, Scott Tingle                                                                     | |
| 17 |          | Reid Wiseman        | 2009 NASA Group 20           | 20 dicembre 2020  | 2 febbraio 2023  | Andrew Feustel                                                                                                 | Wiseman si dimise nel novembre 2022 per poter essere assegnato a una futura missione spaziale; nell'aprile 2023 venne assegnato alla prima missione lunare, Artemis 2. Feustel ricoprì il ruolo di capo ad interim tra novembre 2022 e febbraio 2023. |
| 18 |          | Joseph Acaba        | 2004 NASA Astronaut Group 19 | 2 febbraio 2023   | In carica        | Andrew Feustel                                                                                                 | |